# 唐納德·C·休謨
唐納德·查理斯·休謨（Donald Charles Hume，1907年—1986年），是一名來自英格蘭的男子羽球運動員。休謨在1930年的全英羽球公開錦標賽贏得男子單打比賽冠軍，該賽事在當時被認為是非官方的世界羽毛球錦標賽。
從1932年到1935年，他連續四年與雷蒙·M·懷特搭配贏得男子雙打冠軍。從1933年到1936年，他連續四年與貝蒂·優霸搭配贏得混合雙打冠軍。